# Tomil
Tomil – miasto w Mikronezji, w stanie Yap. Według danych szacunkowych na rok 2008 liczy 1137 mieszkańców.